# Stenslåsjön
Stenslåsjön är en sjö i Ljusdals kommun och Rättviks kommun i Dalarna och ingår i Ljusnans huvudavrinningsområde. Sjön är 8,3 meter djup, har en yta på 3,19 kvadratkilometer och befinner sig 300,2 meter över havet. Sjön avvattnas av vattendraget Håvaån (Kroksjöån). Den hänger samman med Lillhamrasjön genom två smala sund.

## Delavrinningsområde
Stenslåsjön ingår i det delavrinningsområde (682371-146287) som SMHI kallar för Utloppet av Stenslåsjön. Medelhöjden är 328 meter över havet och ytan är 9,08 kvadratkilometer. Räknas de 23 avrinningsområdena uppströms in blir den ackumulerade arean 184,28 kvadratkilometer. Håvaån (Kroksjöån) som avvattnar avrinningsområdet har biflödesordning 3, vilket innebär att vattnet flödar genom totalt 3 vattendrag innan det når havet efter 167 kilometer. Avrinningsområdet består mestadels av skog (63 procent). Avrinningsområdet har 1,55 kvadratkilometer vattenytor vilket ger det en sjöprocent på 16,9 procent.